# Jacqueline Andere
Jacqueline Andere  (Tarímbaro, Michoacán, Mexikó, 1938. augusztus 20. –) mexikói színésznő.

## Élete
1938. augusztus 20-án született. Lánya, Chantal Andere szintén színésznő.

## Filmográfia

### Telenovellák
- El Maleficio as Nuria Montes (2023–2024) ....
- La mexicana y el güero (2020–2021) .... Matilde Rojas Vda. de Salvatorre
- Por amar sin ley (2018) .... Virginia Sánchez Vda. de Ávalos
- Las amazonas (2016).... Bernarda Castro de Mendoza
- Libre para amarte (2013).... Amelia Lascurain Viuda de Sotomayor
- Soy tu dueña (A csábítás földjén, Riválisok) (2010).... Leonor de Montesinos (Magyar hangja: Fon Gabi (Zone Romantica) / Menszátor Magdolna (RTL Klub)
- Amor sin maquillaje (2007) .... Önmaga
- Peregrina (2005–2006) .... Victoria Castillo de Alcocer
- La Madrastra (A mostoha) (2005) .... Alba San Román (Magyar hangja: Menszátor Magdolna)
- La Otra (2002).... Bernarda Sainz Viuda de Guillén
- Mi destino eres tú (2000).... Nuria del Encino de Rivadeneira
- Serafín (1999).... Alma de la Luz
- Angela (1998–1999).... Emilia Santillana Roldán (Magyar hangja: Menszátor Magdolna)
- Mi querida Isabel (1996–1997).... Doña Clara Riquelme viuda de Márquez
- Alondra (1995).... Verónica Real de Díaz
- El vuelo del águila (1994–1995).... Carmelita Romero Rubio
- Ángeles blancos (1990).... Rocío Díaz de León
- Nuevo amanecer (1988).... Laura
- El maleficio (1983).... Beatriz de Martino
- Quiéreme siempre (1981).... Ana María
- Sandra y Paulina (1980) .... Sandra Antonelli/Paulina
- Pecado de amor (1978) .... Paula Otero/Chantal Luque
- Mañana será otro día (1976) .... Mariana
- Barata de primavera (1975) .... Leticia Reyes
- Ha llegado una intrusa (1974) .... Alicia
- Cartas sin destino (1973) .... Rosina
- Encrucijada (1970) .... Wendy Keeper
- En busca del paraíso (1968)
- Leyendas de México (1968)
- Dicha robada (1967).... Ofelia
- Amor en el desierto (1967)
- Engáñame (1967)
- Corazón salvaje (1966).... Aimée Molnar D'Autremont
- El derecho de nacer (1966).... Isabel Cristina
- La dueña  (1966).... Ángela
- El abismo (1965)
- Alma de mi alma (1965)
- Nuestro barrio (1965)
- La vecindad (1964)
- Gabriela (1964).... Sara
- Siempre tuya (1964).... Caty
- Agonía de amor (1963)
- Cita con la muerte (1963)
- Eugenia (1963)
- Grandes ilusiones (1963)
- El caminante (1962)
- Encadenada (1962)  .... Laura
- Janina (1962)
- Las momias de Guanajuato (1962) ... Varios
- Sor Juana Inés de la Cruz (1962)
- Conflicto (1961)
- La Leona (1961) .... María
- Vida por vida (1960)

### Filmek

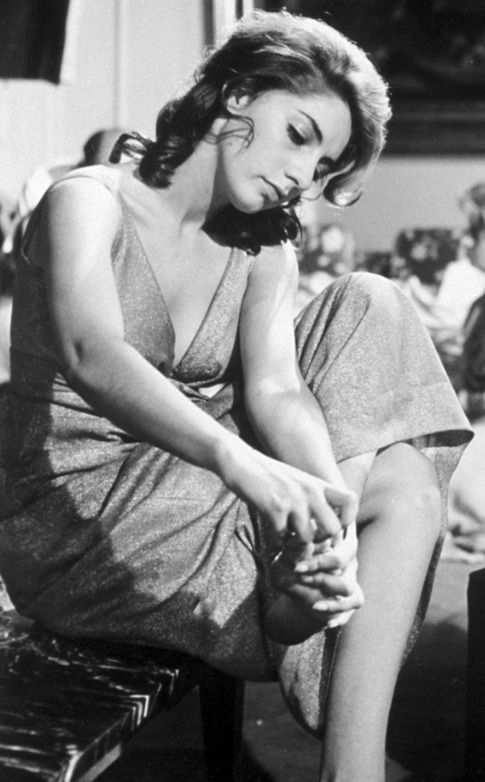
1962-ben

- 7 Años de Matrimonio (2013) .... Adriana
- Héroes verdaderos
- A propósito de Buñuel (2000) .... Önmaga
- La Señorita (1993)
- El Cabezota (1982)
- Ios Japoneses no esperan (1977)
- Picardia mexicana (1977) .... La maestra
- La casa del pelícano (1976)
- Simon Blanco (1974) .... Natalia
- Separacion matrimonial (1973) .... Clara
- Cronica de un amor (1972) .... Margarita
- Las Chicas malas del padre Mendez (1971)
- Los Enamorados (1971)
- La Gatita (1971)
- Hoy he soñado con Dios (1971) .... Bertha
- El Juego de la guitarra (1971)
- Yesenia (1971) .... Yesenia
- Intimidades de una secretaria (1971)
- Nido de fieras (1971)
- En esta cama nadie duerme (1970)
- Puertas del paraíso (1970)
- Trampas de amor (1970)
- Los problemas de mamá (1970) .... Rosa
- Almohada para tres (1969)
- Bestias jóvenes (1969)
- Fallaste corazon (1969)
- La Nonche violenta (1969)
- Quinto patio (1969)
- El día de las madres (1968)
- El oficio más antiguo del mundo (1968)
- Tres noches de locura (1968)
- Vuelo 701 (1968)
- Un Largo viaje hacia la muerte (1967)
- El zangano (1967)
- El juicio de Arcadio (1965)
- Lola de mi vida (1965)
- Az öldöklő angyal (1962) .... Alicia de Roc
- El vestido de novia (1958) .... Nelly